# HaeIII
Das Enzym HaeIII gehört  zu den Restriktionsendonukleasen und ist in der Lage DNA an  spezifischen Stellen zu schneiden. HaeIII ist ein TypII-Restriktionsenzym und ist das dritte aus dem Bakterium Haemophilus aegyptius isolierte Restriktionsenzym. Das codierende Gen wurde sequenziert und kloniert, wodurch es für viele Anwendungen in der Molekularbiologie genutzt werden kann. Die molare Masse des Enzyms beträgt 37.126 Da.
Wie viele andere Restriktionsenzyme bindet HaeIII an Stellen der DNA, die eine bestimmte Nukleotid-Sequenz aufweisen.
| Erkennungssequenz     | Restriktionsschnitt     |
| --------------------- | ----------------------- |
| 5'-GGCC-3' 3'-CCGG-5' | 5'-GG CC-3' 3'-CC GG-5' |

Beim Schneiden der doppelsträngigen DNA entsteht ein glatter Schnitt ohne Überhänge. Die Enden der DNA-Bruchstücke werden deswegen als glatte Enden oder blunt ends bezeichnet.